# Hacı II Giray
Hacı II Giray (1644-1689) fou kan de Crimea (1683-1684), nomenat com a successor de Murad Giray l'octubre de 1683. Era fill de Krim Giray.
Va nomenar Devlet Giray com a khalgay i Azemet Giray com a nureddin; els dos nomenats eren fills del deposat Selim I Giray. El kan es va distingir al setge de Viena i quan els otomans es van retirar, Hacı amb els seus tàtars va rescatar l'estendard que havien deixat abandonat. Després fou enviat contra els polonesos que intentaven ocupar Bessaràbia i va lluitar contra els invasors prop de la població d'Ismaïl. També va derrotar els cosacs zaporoges en una batalla de cinc dies a la vora del Pruth. Després va acompanyar al sultà en una expedició a Hongria.
Tot i els seus bon serveis fou deposat al cap d'un any de regnat, probablement per intrigues dels seus propis khalgay i nureddin, el pare dels quals, Selim I Giray, fou restaurat.